# Cressida cressida
Cressida cressida là một loài bướm ngày kích thước trung bình thuộc họ Bướm phượng, được tìm thấy ở Úc, Papua New Guinea và Indonesia.

## Hình ảnh

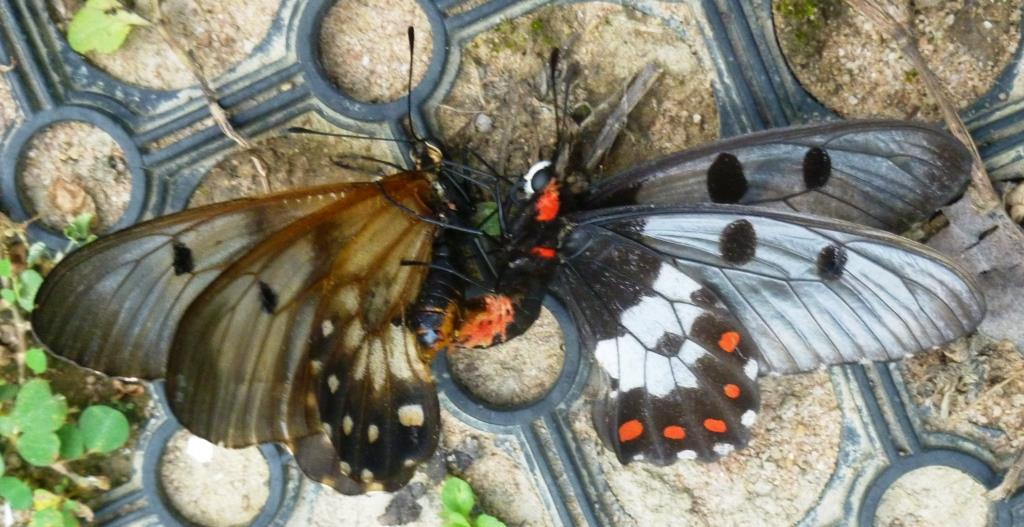
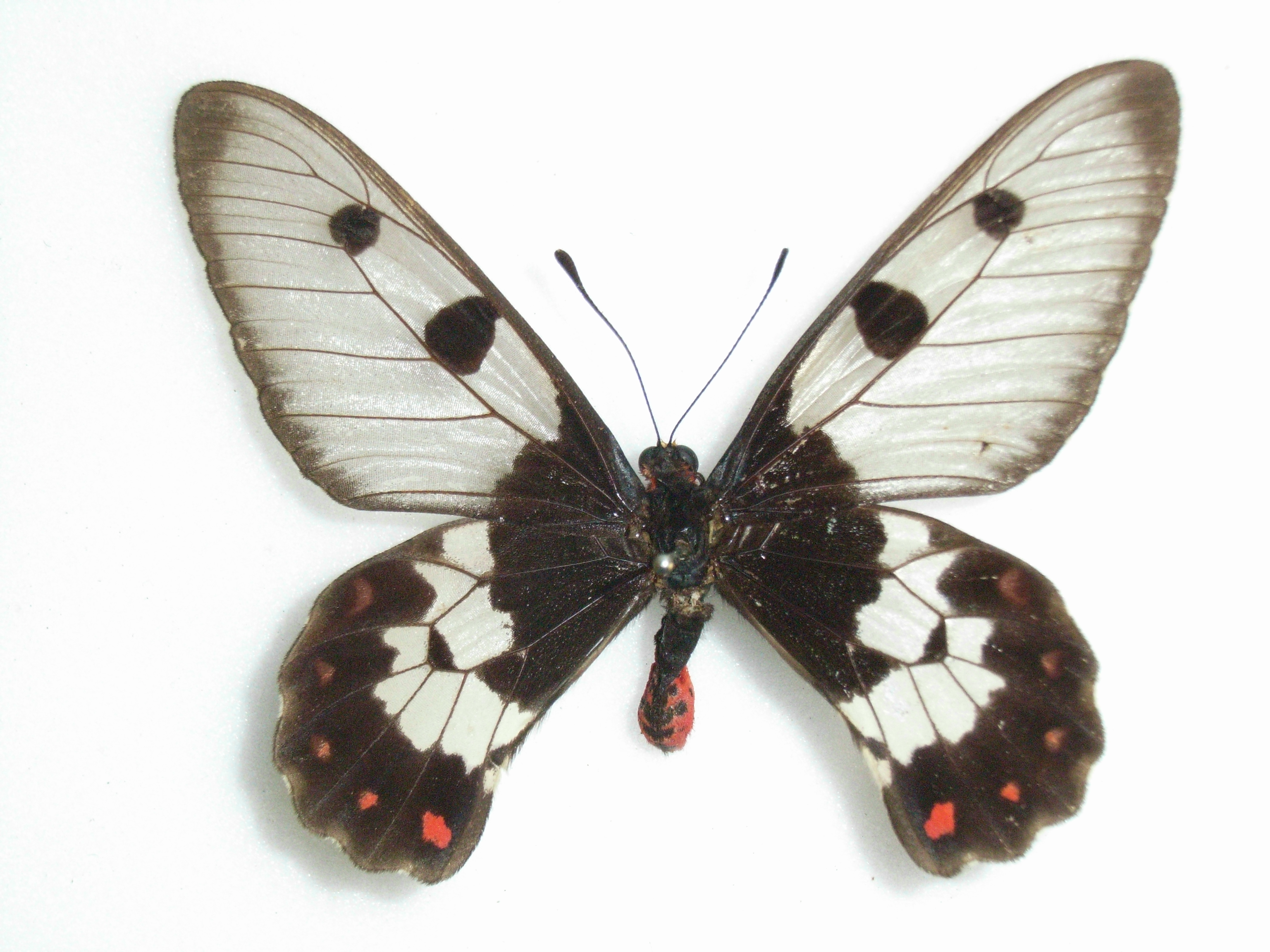
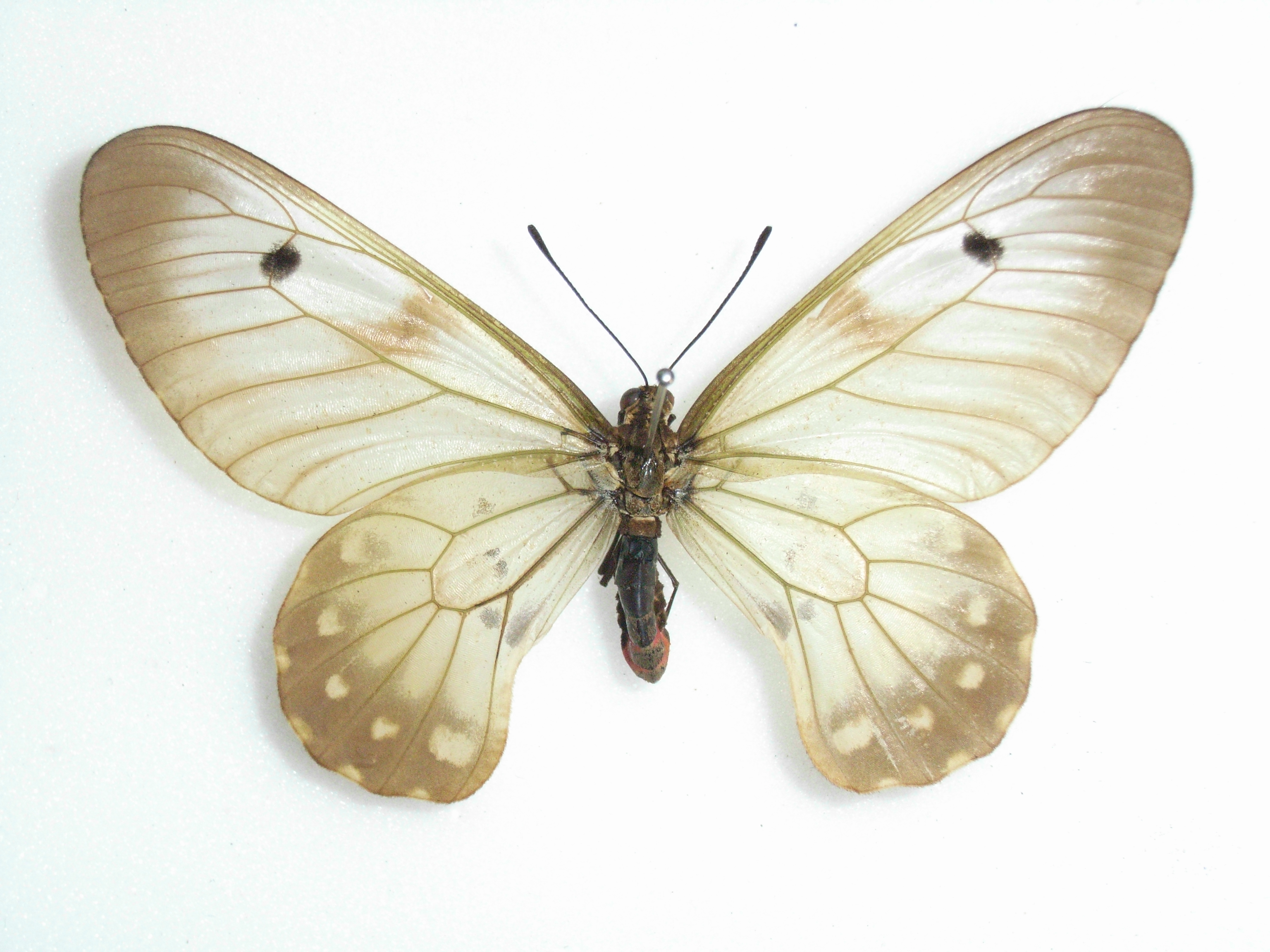
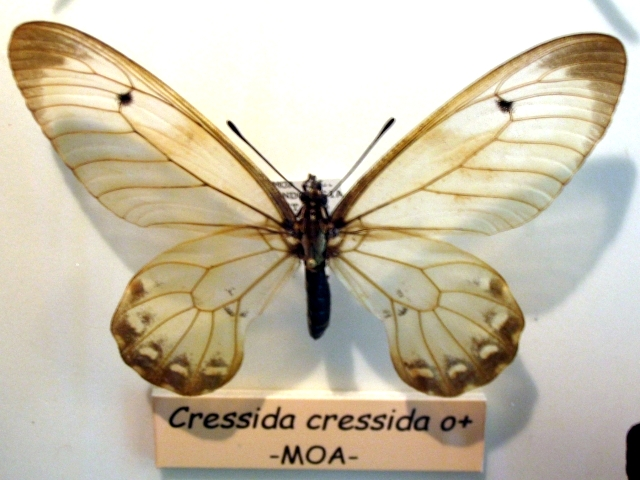
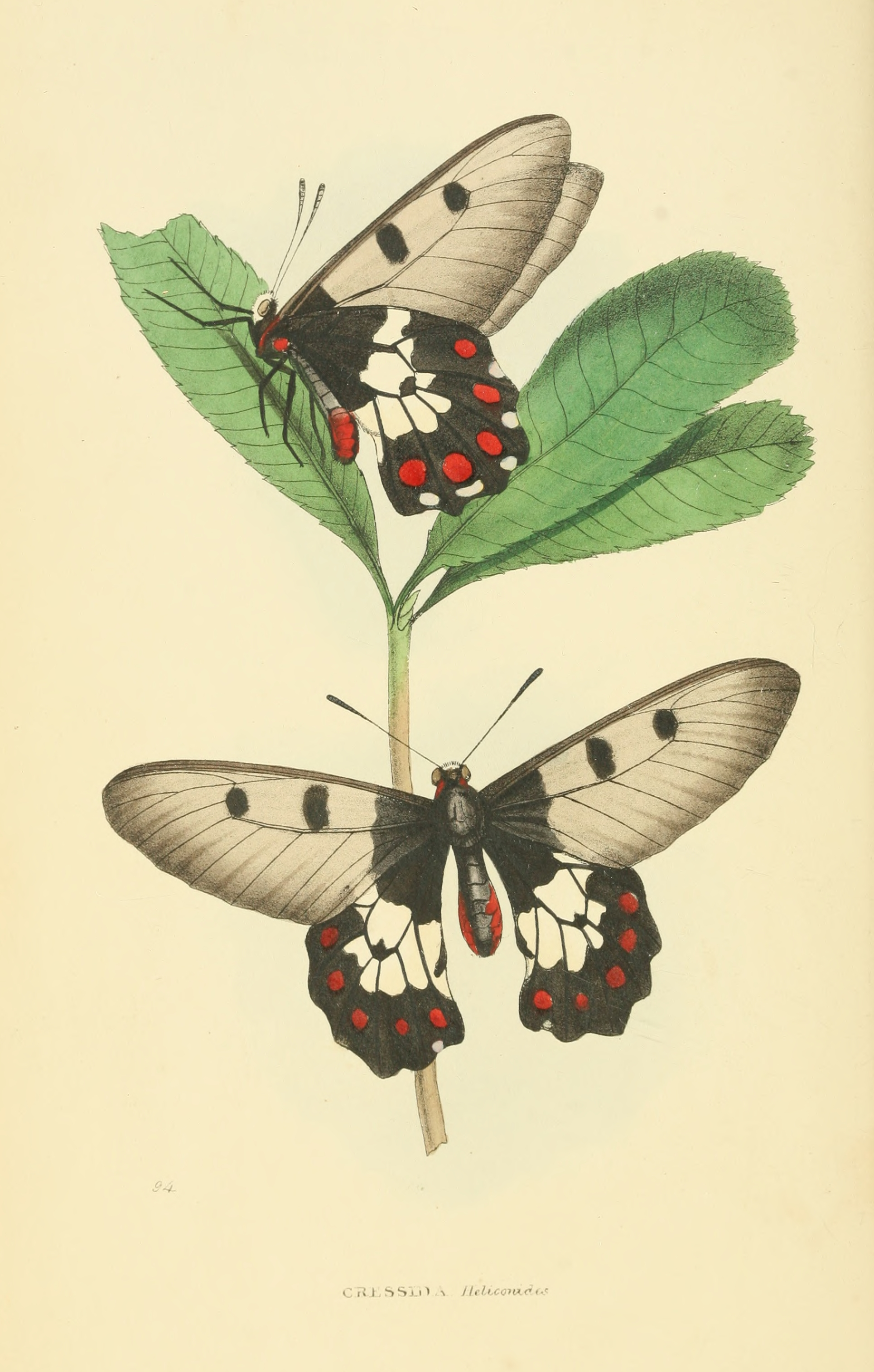